# Cueva de los Tayos
Cueva de los Tayos (španjolski, "Špilja uljašica") je špilja smještena na istočnim padinama Anda u pokrajini Morona-Santiago u Ekvadoru. Ponekad se naziva Cueva de los Tayos de Coangos (Río Coangos je u blizini).

## Opis
Cueva de los Tayos nalazi se u visokoj prašumi, 2 km južno od rijeke Santiago i 800 m zapadno od rijeke Coangos. Prema GPS mjerenju iz 2008. godine, njezina nadmorska visina je 539 metara iznad razine mora. Smještena na nadmorskoj visini od oko 800 metara unutar tankoslojnog vapnenca i škriljevca, glavni ulaz u Cueva de Los Tayos je unutar prašume na dnu suhe doline. Najveći od tri ulaza je 65 metara duboko okno koje vodi do 4.6 km dugih prostranih prolaza i komore dimenzija 90 m x 240 m. Špilja ima vertikalni raspon od 201 metara s najnižom točkom koja završava u sumpu.
Špilju koriste domorodački narod Shuar koji se svakog proljeća spušta u špilju koristeći ljestve od vinove loze i baklje od bambusa kako bi skupili mlade ptice uljarice ("guácharos" ili "tayos" na španjolskom). Špilja se spominje u pisanoj formi još od 1860. godine, a posjećivali su je tragači za zlatom i vojno osoblje 1960-ih. 
Špilja se nalazi unutar Sindikalnog centra Coangos (koji su formirali domoroci).
Pristup špilji je ograničen. Potrebno je dobiti dozvolu (pristup i privremeni posjet) i platiti porez (određen za poboljšanje zajednica) u Sucúi, Ekvador, u Shuar Center Federation. (FICSH: Federación Interprovincial de Centros Shuar )

## Zlato bogova
Ekspedicija u špilju iz 1969. opisana je u knjizi Pina Turolle iz 1970. Beyond the Andes. Erich von Däniken je u svojoj knjizi Zlato bogova iz 1973. napisao da je János Juan Móricz (1923. – 1991.) tvrdio da je istraživao Cueva de los Tayos 1969. i otkrio gomile zlata, neobične skulpture i metalnu knjižnicu. Rečeno je da se ti predmeti nalaze u umjetnim tunelima koje je stvorila izgubljena civilizacija uz pomoć izvanzemaljskih bića. Von Däniken je prethodno tvrdio u svojoj knjizi iz 1968., Kočije bogova?, da su izvanzemaljci bili uključeni u drevne civilizacije. 

## Ekspedicija BCRA iz 1976.
Kao rezultat tvrdnji objavljenih u von Dänikenovoj knjizi, istraživanje Cueva de los Tayos organizirao je Stan Hall iz Škotske 1976. godine. Jedno od najvećih i najskupljih istraživanja špilja ikad poduzetih, ekspedicija je uključivala više od stotinu ljudi, uključujući stručnjake iz raznih područja, britansko i ekvadorsko vojno osoblje, filmsku ekipu i bivšeg američkog astronauta Neila Armstronga. Tim je također uključivao osam iskusnih britanskih speleologa koji su temeljito istražili špilju i proveli precizno istraživanje kako bi izradili njezinu detaljnu kartu. Nije bilo dokaza o Von Dänikenovim egzotičnijim tvrdnjama, iako su neke fizičke značajke špilje bile približne njegovim opisima i pronađeni su neki predmeti od zoološkog, botaničkog i arheološkog interesa. Voditelj istraživanja susreo se s Moriczovim domaćim izvorom, koji je tvrdio da su istražili pogrešnu špilju i da je prava špilja tajna.

## Daljnje čitanje
- Frankland, John, "The Los Tayos Expedition" Caving International No 1, 1978
- Atlas – Great Caves of the World Cave Books, 1989, p. 58 ISBN 0-939748-21-5
- von Däniken, Erich, Gold of the Gods Bantam Books, 1974 ISBN 0-553-10968-5

## Vanjske poveznice
- Nexus Magazine article
- Stan Hall's Goldlibrary website
- Dunning, Brian. 21. kolovoza 2018. Skeptoid #637: Cueva de los Tayos and the Lost Metal Library: Part 1. Skeptoid
- Dunning, Brian. 28. kolovoza 2018. Skeptoid #638: Cueva de los Tayos and the Lost Metal Library: Part 2. Skeptoid